# Ana Pešikan
Ana Pešikan, en serbe cyrillique Ана Пешикан (née en 1959 à Feketić, Voïvodine), est une femme politique serbe. Elle est membre du parti G17 Plus. Du 15 mai 2007 à juin 2008, elle a été ministre de la Science dans le second gouvernement dirigé par Vojislav Koštunica.

## Biographie
Ana Pešikan est née de parents d'origine monténégrine. En 1981, elle a obtenu une licence de la Faculté de philosophie, département de physiologie, puis, en 1990, un master et, en 2000, un doctorat. Elle a participé à plus de 20 projets de développement et de psychopédagogie. Elle a travaillé comme consultante pour l'Unicef. Elle donne des cours de doctorat à la Faculté de philosophie et à la Faculté de chimie de l'université de Belgrade.